# Tayna Lawrence
Tayna Lawrence (ur. 17 września 1975 w Spanish Town) – jamajska sprinterka, srebrna medalistka sztafecie 4×100 Igrzysk Olimpijskich w Sydney i brązowa medalistka w  biegu na 100 metrów. Złota medalistka Igrzysk Olimpijskich w Atenach w sztafecie 4×100 metrów.
Druga zawodniczka Finału Grand Prix IAAF (bieg na 100 m, Paryż 2002). Podczas pucharu świata w Madrycie w 2002 reprezentując Amerykę zwyciężyła zarówno na 100 metrów (po późniejszej dyskwalifikacji Marion Jones) jak i w sztafecie 4 × 100 metrów.

## Rekordy życiowe
- bieg na 100 m - 10,93 (2002)
- bieg na 200 m - 22,84 (2000)
- bieg na 55 m (hala) - 6,77 (1999)
- bieg na 60 m (hala) - 7,13 (2005)

Wynik uzyskany w 2004 przez jamajską sztafetę 4 × 100 metrów podczas igrzysk olimpijskich w Atenach (41,73) był rekordem Jamajki. Lawrence biegła w tym biegu na pierwszej zmianie.